# Ludwig Breuel
Ludwig Breuel (* 30. Mai 1897; † Oktober 1973) war ein deutscher Fußballspieler. Der Offensivspieler wurde mit dem Hamburger SV im Jahr 1923 Deutscher Fußballmeister.

## Karriere

### Vereine
Die fußballerischen Wurzeln gehen bei dem torgefährlichen Stürmer auf den SC Sperber Hamburg zurück. Er spielte bis zur Runde 1919/20 bei den Grün-Weißen und hatte seine erste Berufung in die Auswahl von Norddeutschland bereits am 8. Oktober 1916 beim Spiel gegen Westdeutschland erfahren. Beim 7:0-Erfolg der NFV-Auswahl führte er sich mit einem Treffer ein. Zur Runde 1920/21 wurde der rechte Flügel vom SC Sperber, Walter Kolzen und Breuel, vom Hamburger SV verpflichtet; weiter kam noch vom Rothenburgsorter FK der Torhüterhüne Hans Martens zu den „Rothosen“. Breuel absolvierte 1920/21 insgesamt 21 Pflichtspiele und erzielte 23 Tore für den HSV und stand mit seinem neuen Verein souverän mit 34:2 Punkten vor Holstein Kiel und dem VfL Altona auf dem ersten Rang. Dazu gehörten auch die zwei erfolgreichen Spiele um die Norddeutsche Meisterschaft im April 1921 gegen den Südkreismeister Hannover 96, wo sich die „Rautenträger“ souverän mit 3:1 beziehungsweise 8:0 Toren durchsetzten. „Luten“ Breuel bildete mit Mittelstürmer Otto Harder ein gefürchtetes Torjägerpaar. Am 22. Mai konnten sie aber auch nicht die 1:2-Niederlage nach Verlängerung gegen den Duisburger Spielverein in der Endrunde um die deutsche Meisterschaft verhindern. Bis Ende März hatte er die Trainingsarbeit von A. W. Turner, ab April 1921 die von Richard Girulatis erlebt.

Die Victoria – Wanderpokal für den Deutschen Fußballmeister von 1903 bis 1944 – gewann der Hamburger SV erstmals 1923 und 1928 erneut.

In seinem zweiten Jahr am Rothenbaum, 1921/22, kam Breuel unter den Trainern Girulatis, Lájos Banyai, dann wieder Turner und an der Seite der Neuzugänge Asbjørn Halvorsen und Albert Beier in 21 Pflichtspielen auf 29 Treffer. In den Spielen um die Deutsche Meisterschaft 1922 kam es zum Endspiel zwischen dem Hamburger SV und dem 1. FC Nürnberg. Nach zwei unentschiedenen Spielen – am 18. Juni wurde das erste Finalspiel nach 189 Minuten beim Stand von 2:2 wegen Dunkelheit abgebrochen; das Wiederholungsspiel am 6. August wurde beim Stand von 1:1 nach 105 Minuten beendet, da der „Club“ nur noch sieben Spieler auf dem Platz hatte –, wurde nach Protest, Revisionsentscheidung und dem Verzicht des HSV auf dem Bundestag im November in Jena, kein Meister des Jahres 1922 bestimmt.
Ein Jahr darauf, in der Endrunde 1922/23, holten die Norddeutschen regulär den Titel. Das Endspiel gegen Union Oberschöneweide endete 3:0 für den Hamburger SV. In den Pflichtspielen der Runde 1922/23 – Meister der Hamburger Kreisliga (Alsterkreis); Norddeutscher Meister gegen Holstein Kiel; Deutscher Meister – hatte „Luten“ Breuel an der Seite der Angriffskollegen Walter Kolzen, Otto Harder, Karl Schneider und Hans Rave in insgesamt 19 Spielen 19 Tore erzielt. Er hatte die Rolle des rechten Halbstürmers innegehabt. Als mit Walter Risse und Hans Lang während der Saison 1923/24 weitere Verstärkungen beim HSV aktiv wurden, stand Breuel zwar beim 1:0-Halbfinalsieg gegen die SpVgg Leipzig für die „Rothosen“ auf dem Platz, aber bei der 0:2-Finalniederlage am 9. Juni 1924 gegen den 1. FC Nürnberg stand er nicht in der Endspielelf. Sein letztes Spiel in der Endrunde um die deutsche Meisterschaft absolvierte er am 3. Mai 1925 in Hannover bei der 1:2-Niederlage nach Verlängerung gegen den FSV Frankfurt. Insgesamt wird er beim Hamburger SV mit 91 Spielen und 97 Toren geführt.
Zur Runde 1925/26 schloss er sich Hannover 96 an. Dort wurde ihm ein Arbeitsplatz beim Reifenhersteller Continental zur Verfügung gestellt. Nach Beendigung der Spielerlaufbahn kehrte Breuel wieder an die Elbe zurück und wurde Trainer bei Rasensport Hamburg.

### Auswahlmannschaften
Mit der NFV-Auswahl spielte er sich 1921/22 im Wettbewerb des Bundespokal nach Erfolgen gegen den Baltenverband und im Halbfinale gegen Mitteldeutschland in das Finale am 5. März 1922 in Hamburg gegen Süddeutschland. Trotz der Mitspieler Hans Wentorf (Torhüter), Arthur Mahncke, Adolf Jäger, Henry Müller, Walter Krause und Eduard Wolpers hatte Norddeutschland aber gegen die Nürnberg/Fürther-Kombination an diesem Tag keine Chance. Durch vier Tore von Andreas Franz und drei durch Heinrich Träg setzte sich der Süden überlegen mit 7:0 Toren durch. Im Wettbewerb 1923/24 hatte Breuel noch im Halbfinale am 11. November zum 4:2-Erfolg nach Verlängerung gegen Brandenburg zwei Tore beigesteuert, bei der Endspielniederlage am 17. Februar 1924 in Frankfurt am Main gegen Süddeutschland fehlte er dagegen.